# Ромашково (озеро)
Рома́шково (бел. Рама́шкава) — озеро в Городокском районе Витебской области Белоруссии. Относится к бассейну реки Овсянка.

## Описание
Озеро Ромашково располагается в 40 км к северо-востоку от города Городок, возле деревни Озёрки.
Площадь поверхности озера составляет 0,17 км². Длина — 1,1 км, наибольшая ширина — 0,23 км. Длина береговой линии — 2,28 км. Наибольшая глубина — 4,1 м, средняя — 2,8 м. Объём воды в озере — 0,48 млн м³. Площадь водосбора — 3 км².
Котловина лощинного типа, вытянутая с севера на юг. Склоны пологие, песчаные, понизу поросшие лесом и кустарником, поверху распаханные. Северные склоны — высотой до 3 м, южные — вовсе невыраженные. Береговая линия относительно ровная. Берега преимущественно низкие (0,1—0,2 м высотой), торфянистые, заболоченные, поросшие водно-болотной растительностью и кустарником. Северный берег песчаный.
Подводная часть котловины — чашеобразной формы, с узкой литоралью (кроме южного залива, где мелководье обширное) и обрывистой сублиторалью. Мелководье песчаное, на глубине дно выстелено кремнезёмистым сапропелем. Наибольшие глубины отмечаются в северной части водоёма.
Минерализация воды составляет 140 мг/л, прозрачность — 1,6 л. Озеро эвтрофное. Из водоёма вытекает ручей, впадающий в озеро Озёрки.
Вдоль берегов растут тростник и хвощ, формирующие полосу шириной от 3 до 10 м. В воде произрастает рогульник плавающий — реликтовое растение доледниковой эпохи, занесённое в Красную книгу Республики Беларусь.
В озере обитают лещ, щука, окунь, плотва, густера, налим, карась, линь, уклейка.